# Michael Coney
Michael Greatrex Coney (geboren am 28. September 1932 in Birmingham; gestorben am 4. November 2005 in Saanichton, Saanich Peninsula, British Columbia) war ein britisch-kanadischer Science-Fiction-Autor.

## Leben
Michael Coney stammte aus England und absolvierte zunächst eine Ausbildung zum Buchhalter. Er betrieb dann einen Pub in Devon und später ein Hotel auf der Karibikinsel Antigua. Ende der 1960er-Jahre begann er, Science-Fiction-Romane und -erzählungen zu veröffentlichen. Zu seinen bekanntesten Werken gehören Hello Summer, Goodbye (deutsche Ausgabe: Der Sommer geht), Brontomek!, wofür er 1976 den British Science Fiction Association Award erhielt, und Tea and Hamsters, das 1995 für den Nebula Award nominiert war. 1972 siedelte er gemeinsam mit seiner Frau Daphne und seinen beiden Kindern nach Kanada über. Er lebte bei Sidney auf Vancouver Island und arbeitete von 1973 bis zu seiner Pensionierung 1989 als Ranger für die Forstverwaltung der Provinz British Columbia. Im Alter von 73 Jahren starb Michael Coney am 4. November 2005 an Lungenkrebs.

## Auszeichnungen
- 1977 British Science Fiction Association Award für Brontomek!
- 1980 Prix de la SF de Metz für Les Crocs et les griffes (The Jaws That Bite, the Claws That Catch)
- 1989 Interzone Readers Poll in der Kategorie „All-Time Best Sf Author“

## Bibliografie
Wird bei Übersetzungen von Kurzgeschichten als Quelle nur Titel und Jahr angegeben, so findet sich die vollständige Angabe bei der entsprechenden Sammelausgabe.

### Serien
Die Serien sind nach dem Erscheinungsjahr des ersten Teils geordnet.
Cockade (Kurzgeschichten)
- Discover a Latent Moses (in: Galaxy Magazine, April 1970)
- Snow Princess (in: Galaxy Magazine, January 1971)

Amorphs Universe / Arcadia (Romane)
- Mirror Image (1972)
  - Deutsch: Planet der Angst. Übersetzt von Heinz F. Kliem. Bastei Lübbe Science Fiction Taschenbuch #21041, 1974, ISBN 3-404-09945-1.
- Syzygy (1973)
  - Deutsch: Flut. Übersetzt von Sylvia Pukallus. Heyne SF&F #3810, 1981, ISBN 3-453-30712-7.
- Brontomek! (1976)
  - Deutsch: Brontomek! Übersetzt von Hans Maeter. Heyne SF&F #3953, 1983, ISBN 3-453-30883-2.

John Maine (Kurzgeschichten):
- Susanna, Susanna! (in: The Magazine of Fantasy and Science Fiction, November 1972)
- The Gateway to Now (in: The Magazine of Fantasy and Science Fiction, July 1974)
- Charisma (1975, Roman)
  - Deutsch: Charisma. Übersetzt von Hans Maeter. Heyne SF&F #4625, 1989, ISBN 3-453-03493-7.

Finistelle (Kurzgeschichten)
- The Bridge on the Scraw (in: The Magazine of Fantasy and Science Fiction, July 1973)
- The Manya (in: The Magazine of Fantasy and Science Fiction, March 1973)
  - Deutsch: Die Manya. Übersetzt von Hans Maeter. In: Michael G. Coney: Der Monitor im Orbit. 1986.
- The Initiation of Akasa (in: The Magazine of Fantasy and Science Fiction, January 1974)

The Peninsula (Kurzgeschichten)
- The Hook, the Eye and the Whip (in: Galaxy, March 1974)
  - Deutsch: Der Haken, das Auge und die Peitsche. Übersetzt von Eva Malsch. In: Isaac Asimov, Charles G. Waugh und Martin H. Greenberg (Hrsg.): Die 7 Todsünden der Science Fiction. Moewig (Playboy Science Fiction #6738), 1984, ISBN 3-8118-6738-5.
- Bartholomew & Son (and the Fish-Girl) (1975, in: Kenneth Bulmer (Hrsg.): New Writings in SF (27))
- The Jaws That Bite, The Claws That Catch (1975, Roman; auch: The Girl with a Symphony in Her Fingers)
  - Deutsch: Sklaven der Zukunft. Übersetzt von Heinz Nagel. Goldmann Science Fiction #23298, 1979, ISBN 3-442-23298-8.
- The Cinderella Machine (in: The Magazine of Fantasy and Science Fiction, August 1976)
  - Deutsch: Die Cinderella-Maschine. Übersetzt von Keto von Waberer. In: Manfred Kluge (Hrsg.): Die Cinderella-Maschine. Heyne SF&F #3605, 1978, ISBN 3-453-30512-4.
- Those Good Old Days of Liquid Fuel (in: The Magazine of Fantasy and Science Fiction, January 1976)
  - Deutsch: Das waren noch Zeiten. In: Hans Joachim Alpers (Hrsg.): Der große Ölkrieg. Moewig Science Fiction #3531, 1981, ISBN 3-8118-3531-9.
- Catapult to the Stars (in: The Magazine of Fantasy and Science Fiction, April 1977)
  - Deutsch: Katapult zu den Sternen. Übersetzt von Keto von Waberer. In: Manfred Kluge (Hrsg.): Katapult zu den Sternen. Heyne SF&F #3623, 1978, ISBN 3-453-30533-7.
- Sparklebugs, Holly and Love (in: The Magazine of Fantasy and Science Fiction, December 1977)
- Mehitabel’s Memories (2001, in: Spectrum SF, #6 July)
- Poppy Day (2001, in: Spectrum SF, #5 February)

Pallahaxi / Planet der Stilk (Romane)
- 1 Hello Summer, Goodbye (1975; auch: Rax; auch: Pallahaxi Tide, 1990)
  - Deutsch: Der Sommer geht. Übersetzt von Yoma Cap. Heyne SF&F #3673, 1979, ISBN 3-453-30592-2.
- 2 I Remember Pallahaxi (2007)
  - Deutsch: Erinnerungen an Pallahaxi. Übersetzt von Bernhard Kempen. In: Träume von Pallahaxi. Heyne SF & F #52543, 2009, ISBN 978-3-453-52543-6.
- Hello Summer, Goodbye / I Remember Pallahaxi (Sammelausgabe von 1 und 2; 2007, Sammelausgabe)
  - Deutsch: Träume von Pallahaxi. Übersetzt von Bernhard Kempen. Heyne SF & F #52543, 2009, ISBN 978-3-453-52543-6 (Sammelausgabe von 1 und 2).

The Song of Earth / Das Lied der Erde (Romane)
- 1 The Celestial Steam Locomotive (1983)
  - Deutsch: Die galaktische Dampflokomotive. Übersetzt von Marcel Bieger. Heyne SF&F #4214, 1985, ISBN 3-453-31191-4.
- 2 Gods of the Greataway (1984)
- 3 Fang, the Gnome (1988)
- Cat Karina (1982)
- King of the Scepter’d Isle (1989)

Foss Creek (Kurzgeschichten)
- Sophie’s Spyglass (in: The Magazine of Fantasy & Science Fiction, February 1993)
- Tea and Hamsters (in: The Magazine of Fantasy & Science Fiction, January 1995)
- Bulldog Drummond and the Grim Reaper (in: The Magazine of Fantasy & Science Fiction, January 1996)
  - Deutsch: Hauptmann Hülsensack und der grosse Schnitter. Übersetzt von Horst Pukallus. In: Ronald M. Hahn (Hrsg.): Der dreifache Absturz des Jeremy Baker. Heyne SF&F #5649, 1997, ISBN 3-453-11921-5.
- Werewolves in Sheep’s Clothing (in: The Magazine of Fantasy & Science Fiction, September 1996)
  - Deutsch: Werwolf im Schafspelz. Übersetzt von Horst Pukallus. In: Ronald M. Hahn (Hrsg.): Werwolf im Schafspelz. Heyne SF&F #6314, 1999, ISBN 3-453-14985-8.

### Romane
- Friends Come in Boxes (1973)
  - Deutsch: Die Freundschaftsboxen. Übersetzt von ins Deutsch von Lore Strassl. Bastei-Verlag Lübbe (Bastei Lübbe #21048), Bergisch Gladbach 1974, ISBN 3-404-09994-X.
- The Hero of Downways (1973)
- Winter’s Children (1974)
  - Deutsch: Eiskinder. Übersetzt von Lore Strassl. Bastei Lübbe Science Fiction Taschenbuch #21072, 1975, ISBN 3-404-00371-3.
- The Ultimate Jungle (1979)
  - Deutsch: Das letzte Raumschiff. Übersetzt von Hans Maeter. Heyne SF&F #4004, 1983, ISBN 3-453-30941-3.
- Neptune’s Cauldron (1981)
  - Deutsch: Neptuns Hexenkessel. Übersetzt von Andreas Brandhorst. Heyne SF&F #4257, 1986, ISBN 3-453-31238-4.
- A Tomcat Called Sabrina (1992)
- Flower of Goronwy (2014)

### Sammlungen
- Monitor Found in Orbit (1974)
  - Deutsch: Der Monitor im Orbit. Übersetzt von Hans Maeter. Heyne SF&F #4258, 1986, ISBN 3-453-31239-2.
- Mirror Image / Charisma / Brontomek! (2014, Sammelausgabe)

### Kurzgeschichten
1969:
- Symbiote (1969, in: John Carnell (Hrsg.): New Writings in S-F 15)
- Sixth Sense (1969, in: Vision of Tomorrow, #1)
  - Deutsch: Kommunikationsproblem. Übersetzt von Rudolf Mühlstrasser. In: Walter Spiegl (Hrsg.): Science-Fiction-Stories 40. Ullstein 2000 #75 (3072), 1974, ISBN 3-548-03072-6.
- A Judge of Men (in: Vision of Tomorrow #2, December 1969)
- R26/5/PSY and I (1969, in: John Carnell (Hrsg.): New Writings in S-F 16)
  - Deutsch: R26/5/PSY und ich. Übersetzt von Hans Maeter. In: Michael G. Coney: Der Monitor im Orbit. 1986.
- Ultimatumbra (in: Vector 52 Winter / Spring 1969)

1970:
- The True Worth of Ruth Villiers (1970, in: John Carnell (Hrsg.): New Writings in S-F 17)
  - Deutsch: Der wirkliche Wert von Ruth Villiers. Übersetzt von Hans Maeter. In: Michael G. Coney: Der Monitor im Orbit. 1986.
- Troubleshooter (in: If, May-June 1970)
  - Deutsch: Störungssucher im All. Übersetzt von Klaus Weidemann. In: Walter Spiegl (Hrsg.): Science-Fiction-Stories 78. Ullstein Science Fiction & Fantasy #31006, 1979, ISBN 3-548-31006-0.
- Whatever Became of the McGowans? (in: Galaxy Magazine, May 1970)
  - Deutsch: Was wohl aus den McGowans geworden ist? Übersetzt von Janis Kumbulis. In: Science-Fiction-Stories 47. Ullstein 2000 #89 (3130), 1975, ISBN 3-548-03130-7.

1971:
- Beneath Still Waters (in: Worlds of If, January-February 1971)
  - Deutsch: Unter stillen Wassern. Übersetzt von Hans Maeter. In: Michael G. Coney: Der Monitor im Orbit. 1986.
- The Sharks of Pentreath (in: Galaxy Magazine, February 1971)
- Hold My Hand, My Love (in: Worlds of Tomorrow, Spring 1971)
  - Deutsch: Halte meine Hand, Geliebter! Übersetzt von Hans Maeter. In: Michael G. Coney: Der Monitor im Orbit. 1986.
- The Mind Prison (1971, in: John Carnell (Hrsg.): New Writings in SF 19)
  - Deutsch: Das Gedankengefängnis. Übersetzt von Hans Maeter. In: Michael G. Coney: Der Monitor im Orbit. 1986.
- Monitor Found in Orbit (1971, in: Michael Moorcock (Hrsg.): New Worlds Quarterly 2)
  - Deutsch: Der Monitor im Orbit. Übersetzt von Hans Maeter. In: Michael G. Coney: Der Monitor im Orbit. 1986.
- The Hollow Where (1971, in: David Sutton (Hrsg.): New Writings in Horror and the Supernatural #1)
  - Deutsch: Das Tal des Schicksals. Übersetzt von Helmut W. Pesch. In: David Sutton (Hrsg.): Solo für einen Kannibalen. Pabel (Vampir Taschenbuch #40), 1976.

1972:
- Esmeralda (in: Galaxy Magazine, January-February 1972)
  - Deutsch: Esmeralda. Übersetzt von Hans Maeter. In: Michael Nagula (Hrsg.): Science-Fiction-Stories 92. Ullstein Science Fiction & Fantasy #31034, 1982, ISBN 3-548-31034-6.
- The Tertiary Justification (1972, in: John Carnell (Hrsg.): New Writings in SF (21))
- Oh, Valinda! (1972, in: John Carnell (Hrsg.): New Writings in SF—20)
  - Deutsch: Rache für Valinda. Übersetzt von Leni Sobez. In: Donald A. Wollheim (Hrsg.): Der Zeitläufer. Pabel (Terra Taschenbuch #258), 1975.

1973:
- The Never Girl (1973, in: Worlds of If, January-February 1973 [UK])
- A Woman and Her Friend (1973, in: Worlds of If, March-April 1973 [UK])

1974:
- The Girl with a Symphony in Her Fingers (in: Galaxy, January 1974)
- The Unsavory Episode of Mrs. Hector Powell-Challenger (1974, in: Michael G. Coney: Monitor Found in Orbit)
  - Deutsch: Die geschmacklose Episode von Mrs. Hector Powell-Challenger. Übersetzt von Hans Maeter. In: Michael G. Coney: Der Monitor im Orbit. 1986.

1976:
- Starthinker 9 (1976, in: Peter Weston (Hrsg.): Andromeda I)
- Trading Post (1976, in: S.F. Digest #1)

1977:
- Just an Old-Fashioned War Story (1977, in: David Gerrold und Stephen Goldin (Hrsg.): Ascents of Wonder)

1978:
- In Search of Professor Greatrex (1978, in: George Hay (Hrsg.): Pulsar 1)

1979:
- Penny on a Skyhorse (in: Galileo, May 1979)

1980:
- The Summer Sweet, the Winter Wild (1980, in: Ursula K. Le Guin und Virginia Kidd (Hrsg.): Interfaces)
  - Deutsch: Süsser Sommer, bitt’rer Winter. Übersetzt von Birgit Reß-Bohusch. In: Ursula K. Le Guin und Virginia Kidd (Hrsg.): Grenzflächen. Heyne SF&F #4175, 1985, ISBN 3-453-31140-X.

1983:
- The Byrds (1983, in: Michael Bishop und Ian Watson (Hrsg.): Changes)
  - Deutsch: Die Vögel. Übersetzt von Marianne Schmidt. In: Mike Ashley (Hrsg.): Hokus, Pokus, Hexenschuß. Bastei-Lübbe Fantasy #20451, 2002, ISBN 3-404-20451-4.

1986:
- Memories of Gwynneth (in: The Magazine of Fantasy & Science Fiction, February 1986; als Jennifer Black)

1990:
- An Entry in the Galactic Wildlife Encyclopedia, Copyright 2046 (1990, in: Rob Meades und David B. Wake (Hrsg.): Drabble II – Double Century)

1993:
- Die, Lorelei (in: The Magazine of Fantasy & Science Fiction, May 1993)

1994:
- The Small Penance of Lady Disdain (1994, in: Jack L. Chalker (Hrsg.): Hotel Andromeda)
- The Bucca (in: TransVersions, Autumn 1994)

1995:
- The Angel of Marsh End (in: Amazing Stories, Winter 1995)

1996:
- The Most Ancient Battle (1996, in: Richard Gilliam und Martin H. Greenberg (Hrsg.): Phantoms of the Night)
- Belinda’s Mother (1996, in: Robert Runté und Yves Meynard (Hrsg.): Tesseracts 5)
- Shout of the Storm Riders (1996, in: TransVersions #6)

1997:
- Sir Balin in The Hand of Fair Lysette (1997, in: Mike Ashley (Hrsg.): The Chronicles of the Round Table)

1998:
- What Are Little Girls Made Of? (1998, in: TransVersions #8/9)

2002:
- The Trees of Terpsichore Three (2002, in: Spectrum SF, #8 May, mit Eric Brown)

nicht erschienen:
- Suzy is Something Special (in: Harlan Ellison (Hrsg.): The Last Dangerous Visions)